# Орфорд, Николь
Николь Орфорд (англ. Nicole Orford; 10 октября 1992, Калгари, Канада) — канадская фигуристка, выступавшая в танцах на льду. В паре с Томасом Уильямсом — чемпионка Канады среди юниоров (2011) и бронзовый призёр чемпионата Канады (2013).
По состоянию на ноябрь 2012 года пара занимала 29-е место в рейтинге Международного союза конькобежцев (ИСУ).

## Карьера
Орфорд начала кататься в возрасте трех лет, а танцами на льду начала заниматься в 2008 году , первым партнером был Малкольм Рохон. После чемпионата Канады 2010 года пара распалась.
С Томасом Уильямсом Орфорд начала тренироваться в мае 2010 года. На чемпионате мира среди юниоров 2011 года пара заняла 8-е место. На юниорском Гран-при МСК 2011-12 года в Брисбене (Австралия) пара завоевала золотые медали.
После завершения соревновательной карьеры — тренер по фигурному катанию.

## Программы
(с Т.Уильямсом)
| Сезон     | Короткий танец | Произвольный танец |
| --------- | --- | --- |
| 2013–2014 | Квикстеп: Cheek to Cheek Фрэнк Синатра Фокстрот: Fly Me to the Moon Барт Ховард                                                            | Из мюзикла «Любовь не умрёт никогда»: Prologue Beneath a Moonless Sky Heaven by the Sea Til I Hear You Sing Эндрю Ллойд Уэббер |
| 2012–2013 | Полька: «Sold» Джон Майкл Монтгомери Вальс:«Tennesse Waltz» Энн Мюррей Полька: «Sold» Джон Майкл Монтгомери                                | High Society Overture Now You Have Jazz Бинг Косби & Луи Армстронг High Society Overture                                       |
| 2011–2012 | Взрослый уровень: - Mariposa en Havana - Baila Baila Conmigo Юниорский уровень: - Dance With Me Дебела Морган - Baila Baila Conmigo Domino | Из «Унесённых ветром»: - Tara's Theme - War is Declared/The Death of Charles Макс Стайнер                                      |
| 2010–2011 | - Вальс: Norwegian Wood - Быстрый танец: Help! by The Beatles                                                                              | - How You Remind Me - This Love - Dare You To Move Vitamin String Quartet                                                      |

## Спортивные достижения
(с Ашером Хиллом)
| Соревнования                 | 15/16         |
| Международные                | Международные |
| ---------------------------- | ------------- |
| Autumn Classic International | 1             |
| Национальные                 |               |
| Чемпионат Канады             | 5             |

(с Т.Уильямсом)
| Соревнования                              | 10/11         | 11/12         | 12/13         | 13/14         | 14/15         |
| Международные                             | Международные | Международные | Международные | Международные | Международные |
| ----------------------------------------- | ------------- | ------------- | ------------- | ------------- | ------------- |
| Чемпионаты четырёх континентов            |               |               | 6             | 5             |               |
| Этапы Гран-при: NHK Trophy                |               |               | 4             |               |               |
| Этапы Гран-при: Rostelecom Cup            |               |               | 8             |               |               |
| Этапы Гран-при: Bompard                   |               |               |               | 8             |               |
| Этапы Гран-при: Skate America             |               |               |               |               | 8             |
| U.S. International Classic                |               |               |               | 3             | 2             |
| Международные среди юниоров               |               |               |               |               |               |
| Чемпионаты мира среди юниоров             | 8             | 6             |               |               |               |
| Этапы юниорского Гран-при: Австралия      |               | 1             |               |               |               |
| Этапы юниорского Гран-при: Австрия        |               | 6             |               |               |               |
| Этапы юниорского Гран-при: Великобритания | 3             |               |               |               |               |
| Этапы юниорского Гран-при: Чехия          | 5             |               |               |               |               |
| Национальные                              |               |               |               |               |               |
| Чемпионаты Канады                         |               | 6             | 3             | 5             | 4             |
| Чемпионат Канады среди юниоров            | 1             |               |               |               |               |

(с Малкольмом Рохоном О'Хэллораном)
| Соревнования                   | 09/10        |
| Национальные                   | Национальные |
| ------------------------------ | ------------ |
| Чемпионат Канады среди юниоров | 7            |